# Acid tanic
Acidul tanic este un tip de tanin, din clasa polifenolilor. Formula sa chimică este de obicei reprezentată sub forma C76H52O46 (corespunzătoare decagaloil glucozei), dar acidul tanic este de fapt un amestec de poligaloil glucoze sau esteri ai acidului poligaloil chinic cu numărul de resturi galoil per moleculă variind de la 2 la 12 (depinde de plantă).